# Патрона Халиль
Патрона Халил — предводитель восстания в Стамбуле, приведшего к свержению султана Ахмеда и великого визиря Ибрагима Невшехирли. Восстание также положило конец эпохе культурных реформ.

## Происхождение
Халил происходил из албанской семьи, проживавшей в Хорпештели (греч. Хрупишта; ныне Аргос Орестико). Халил служил на флоте и в корпусе янычар. На флоте от своих соотечественников-албанцев Халил получил прозвище «Патрона» в честь капитана корабля, на котором он служил. После восстания янычар в Нише и Видине Халил перебрался в Стамбул, где занялся мелкой торговлей и ремеслом, а также работал банщиком в хаммаме. Кроме того, Халил был частым гостем мейхане в Галате, где в то время собирались сторонники революции.

## Восстание
Эпоха тюльпанов требовала огромных затрат, вследствие этого постоянно повышались налоги и цены. Среди ремесленников и торговцев возникло недовольство, перешедшее в бунт. К рядам недовольных примкнули и янычары, которых не радовала обстановка в начавшейся в 1730 году войне против персов, а также проблемы с выплатой жалования. Произвол властей лишь накалял обстановку. 28 сентября 1730 года бунт вылился в восстание, возглавляемое  Халилом. Восставшие разгромили дворцы знати и потребовали выдачи визиря и четырёх сановников. Султан Ахмед казнил великого визиря Ибрагима-пашу. 29 сентября Ахмед отрекся от престола в пользу племянника Махмуда.
В течение нескольких недель после восстания империя находилась в руках бунтовщиков. Халил сопровождал нового султана в мечеть Эюп, где прошла церемония подпоясывания Махмуда мечом Османа. Многие из ведущих офицеров были свергнуты и преемниками их назначены бунтовщики, служившие в рядах янычар и представшие перед султаном босыми и в старых мундирах простых солдат. Бунтовщики получали также и более высокие должности. Так, грек-мясник Янаки, некогда ссудивший золото Халилу, был назначен господарем Молдовы, но сам Янаки пост не принял. Халил же получил должность в совете Дивана.
Махмуд, вероятно, опасавшийся нового переворота, при поддержке крымского хана, великого визиря, муфтия и аги янычар принял решение избавиться от Халила. Халил был убит в присутствии султана после совета Дивана, на котором он объявил о новой войне против России[уточнить]. Его греческий друг Янаки и ещё около 7 тысяч поддержавших Патрона также были казнены. Ревность, которую офицеры янычар испытывали к Халилу, и их готовность помочь в его уничтожении, способствовали подавлению восстания.

## В культуре
- В турецком телесериале 2012 года «Однажды в Османской империи: Смута[тур.]» роль Патрона Халила исполнял Фырат Таныш[тур.].